# Eutresis antioquensis
Eutresis antioquensis är en fjärilsart som beskrevs av Otto Staudinger 1885. Eutresis antioquensis ingår i släktet Eutresis och familjen praktfjärilar. Inga underarter finns listade i Catalogue of Life.